# Томлянович, Ивана
Ивана Томлянович-Меллер (хорв. Ivana Tomljenović-Meller, 2 сентября 1906, Загреб — 30 августа 1988, Загреб) — хорватская художница, спортсменка, дочь хорватского бана Томислава Томляновича, была известна своими левыми взглядами.

## Биография
Родилась в столице Хорватии в 1906 году, фамилия при рождении Томлянович. С 1924 по 1928 годы училась в Королевской академии искусств в Загребе (живопись) в классе известного художника Любо Бабича, проучилась два семестра в Венской школе художественных ремёсел (нем. Kunstgewerbeschule), затем, в октябре 1929 года приехала в Германию, поступила на учёбу в баухаус в городе Дессау. Там она прошла обязательный подготовительный курс у Йозефа Альберса, а затем начала изучать фотографию у берлинского преподавателя Вальтера Петерханса. В 1930 году национал-социалистическая пресса способствовала изгнанию директора баухауса из страны, он, и некоторые учащиеся были вынуждены скрываться в России. Так же и другие студенты, среди которых была и Ивана, покинули школу. Она год провела в Германии (Берлин), работала там сценографом и дизайнером плакатов, затем уехала во Францию (Париж), где изучала литературу в Сорбонне. После некотого времени жизни в Париже она в качестве беженки переехала в Прагу, где вышла замуж за Альфреда Меллера, владельца и главного инженера рекламной компании «Rota». С 1933 по 1935 годы она проработала в Праге, создавала композиции для витрин универмагов в паре со своим мужем. С 1935 по 1938 годы работала преподавателем искусств в Белграде, а с1938 по 1962 в Загребе.

## Художественный стиль
В работах художника прослеживается попытка показать взаимоотношения человека с архитектурой, желание запечатлить людей в нестандартных ситуациях, взять ракурс с необычной точки, заснять оптические феномены, придержваться некой сюжетности. Её работы ценны тем, что в них отображается жизнь, которая сопровождала весь учебный процесс. Ею сделаны коллективные фотографии, запечатлены разного рода мероприятия проводимые в баухаусе. Ивана старалась демонстрировать свои политические взгляды в своих работах.

## Работы
- Плакат «Диктатура в Югославии» (1930)

- Фотомонтаж «Диктатур в Югославии» (1930)[2]